# Spooky (New Order)
Spooky è una canzone del gruppo rock-synthpop britannico New Order, estratta come quarto e ultimo singolo dall'album Republic del 1993 e pubblicata nello stesso anno. Fu l'ultimo vero e proprio singolo della band fino al 2001, con Crystal (di fatto, quelli a seguire furono solo ripubblicazioni di altri pezzi già noti in passato).
Il primo CD è composto da vari remix dei Fluke mentre il secondo da quelli di Paul van Dyk e Tony Garcia. Esistono numerose versioni del brano, come quella presente su Singles, che è un mix differente da quello dell'album, fino a quel momento inedito in tutto il mondo. Questa scelta creò molti dissensi tra i fans che, avendo già amato il remix di Paul Oakenfold del precedente World (The Price of Love), ritenevano il Minimix dei Fluke superiore anche all'originale (di fatto è usato nel videoclip) e quindi degno di essere incluso nella raccolta. 
Ma a parte Singles, pochissime altre compilation dei New Order includono questa composizione, che è stata addirittura esclusa dal Best of e dal box-set Retro.

## Lista delle tracce
Testi e musiche di Gillian Gilbert, Stephen Hague, Peter Hook, Stephen Morris e Bernard Sumner.

### CD #1: NUOCD 4 / Cassette: NUOMC 4 (UK & Europa)
1. Spooky (Minimix) (Remixato dai Fluke) – 3:51
2. Spooky (Magimix) (Remixato dai Fluke) – 6:56
3. Spooky (Moulimix) (Remixato dai Fluke) – 5:49
4. Spooky (Album Version) – 4:44

### CD #2: NUOCDP 4 (UK & Europa)
1. Spooky (Out of Order Mix) (Remixato da Paul van Dyk) – 6:19
2. Spooky (Stadium Mix) (Remixato da Tony Garcia) – 6:31
3. Spooky (NewOrder in Heaven) (Remixato da Paul van Dyk) – 6:10
4. Spooky (Boo! Dub Mix) (Remixato da Tony Garcia) – 4:56
5. Spooky (Stadium Instrumental) (Remixato da Tony Garcia) – 6:32

### 12": NUOX 4 (UK & Europe)
1. Spooky (Magimix) (Remixato dai Fluke) – 6:56
2. Spooky (Moulimix) (Remixato dai Fluke) – 5:49
3. Spooky (Album Version) – 4:44

## Posizione nelle classifiche
| Anno | Classifica                     | Pozione |
| ---- | ------------------------------ | ------- |
| 1993 | Official Singles Chart         | 22      |
| 1994 | U.S. Hot Dance Music/Club Play | 6       |
| 1994 | U.S. Hot Dance Singles Sales   | 36      |